# Fall City (Washington)
Fall City  est une census-designated place américaine de l'État de Washington dans le comté de King. 
La population était de 1 993 habitants en 2010.